# Truth Is Currency
Albums de Revelation Theory (Rev Theory)
Light It Up
(2008)
Truth Is Currency est le premier album du groupe américain de hard rock Rev Theory, qui étaient à l'époque connue comme Revelation Theory.
L'album est sorti en 2005. C'était leur premier album major.

## Liste des pistes
| No  | Titre                | Durée |
| --- | -------------------- | ----- |
| 1.  | M367                 | 3:28  |
| 2.  | Slowburn             | 3:22  |
| 3.  | After the Rain       | 4:00  |
| 4.  | Leaving It Up to You | 3:29  |
| 5.  | Selfish and Cold     | 4:31  |
| 6.  | Take Away            | 4:06  |
| 7.  | Undone               | 3:36  |
| 8.  | Loathe               | 3:44  |
| 9.  | World to Burn        | 3:47  |
| 10. | Over the Line        | 4:09  |